# Championnat du Qatar de football 2015-2016
Navigation
Saison précédente Saison suivante
La saison 2015-2016 du Championnat du Qatar de football est la cinquante-deuxième édition du championnat national de première division au Qatar. Les quatorze meilleures équipes du pays sont regroupées au sein d'une poule unique où elles s'affrontent deux fois au cours de la saison, à domicile et à l'extérieur. En fin de saison, les deux derniers du classement sont relégués en deuxième division.
Le championnat s'achève sur une surprise puisque c'est l'un des deux clubs promus de D2, Al-Rayyan SC qui remporte la compétition après avoir terminé en tête du classement final, avec quatorze points d'avance sur El Jaish SC et quinze sur Al Sadd Sports Club. C'est le huitième titre de champion du Qatar de l'histoire du club.

## Qualifications continentales
Les trois premiers du championnat ainsi que le gagnant de la Coupe du Qatar se qualifient pour la Ligue des champions. Si un club réalise le doublé, c'est le 4e du classement qui obtient sa qualification. 
De plus, deux autres équipes participent à la Coupe du golfe des clubs champions.

## Les clubs participants
| - Al Kharitiyath Sports Club - Al-Arabi Sports Club - El Jaish SC - Al-Khor Sports Club - Al-Gharafa SC - Al-Sailiya Sports Club - Al Ahli SC | - Qatar Sports Club - Al Sadd Sports Club - Umm Salal SC - Al Shamal - Promu de D2 - Lekhwiya Sports Club - Al-Rayyan SC - Al-Shahaniya SC - Promu de D2 |

## Compétition

### Classement
Le classement est établi sur le barème de points classique (victoire à 3 points, match nul à 1, défaite à 0).
| Rang | Équipe                     | Pts | J  | G  | N  | P  | Bp | Bc | Diff |
| ---- | -------------------------- | --- | -- | -- | -- | -- | -- | -- | ---- |
| 1    | Al-Rayyan SCP              | 62  | 26 | 20 | 2  | 4  | 69 | 23 | +46  |
| 2    | El Jaish SC                | 48  | 26 | 14 | 6  | 6  | 48 | 29 | +19  |
| 3    | Al Sadd Sports Club        | 47  | 26 | 13 | 8  | 5  | 54 | 38 | +16  |
| 4    | Lekhwiya Sports Club'T'C   | 44  | 26 | 14 | 2  | 10 | 60 | 41 | +19  |
| 5    | Umm Salal SC               | 41  | 26 | 10 | 11 | 5  | 39 | 34 | +5   |
| 6    | Al Ahli SC                 | 37  | 26 | 10 | 7  | 9  | 42 | 40 | +2   |
| 7    | Al-Sailiya Sports Club     | 36  | 26 | 11 | 3  | 12 | 40 | 46 | -6   |
| 8    | Al-Arabi Sports Club       | 35  | 26 | 10 | 5  | 11 | 33 | 37 | -4   |
| 9    | Al-Gharafa SC              | 34  | 26 | 9  | 7  | 10 | 33 | 37 | -4   |
| 10   | Al-Khor Sports Club        | 33  | 26 | 9  | 6  | 11 | 25 | 31 | -6   |
| 11   | Al-Wakrah Sports Club      | 30  | 26 | 9  | 3  | 14 | 34 | 45 | -11  |
| 12   | Al Kharitiyath Sports Club | 27  | 26 | 7  | 6  | 13 | 38 | 47 | -9   |
| 13   | Qatar Sports Club          | 27  | 26 | 6  | 9  | 11 | 31 | 51 | -20  |
| 14   | Al-Mesaimeer Sports ClubP  | 6   | 26 | 1  | 3  | 22 | 15 | 62 | -47  |

|  | Qualification pour la Ligue des champions de l'AFC 2017                         |
|  | Qualification pour le tour préliminaire de la Ligue des champions de l'AFC 2017 |
|  | Qualification pour la Coupe du golfe des clubs champions 2017                   |
|  | Relégation directe en deuxième division                                         |
|  | T : Tenant du titre C : Vainqueur de la Coupe du Qatar P : Promu de D2          |

## Bilan de la saison
| Championnat du Qatar de football 2015-2016                        |                          |
| Champion                                                          | Al-Rayyan SC (8e titre)  |
| Coupes et trophées                                                |                          |
| Vainqueur de la Coupe du Qatar 2015-2016                          | Lekhwiya Sports Club     |
| Qualifications continentales                                      |                          |
| Ligue des champions de l'AFC 2017                                 | Al-Rayyan SC             |
| Ligue des champions de l'AFC 2017                                 | Lekhwiya Sports Club     |
| Ligue des champions de l'AFC 2017 (tour préliminaire)             | El Jaish SC              |
| Ligue des champions de l'AFC 2017 (tour préliminaire)             | Al Sadd Sports Club      |
| Coupe du golfe des clubs champions 2017                           | Umm Salal SC             |
| Coupe du golfe des clubs champions 2017                           | Al Ahli SC               |
| Promotions et relégations                                         |                          |
| Promus en Qatar Stars League                                      | Muaither Sports Club     |
| Promus en Qatar Stars League                                      | Al-Shahaniya Sports Club |
| Relégués en Championnat du Qatar de football de deuxième division | Qatar Sports Club        |
| Relégués en Championnat du Qatar de football de deuxième division | Al-Mesaimeer Sports Club |